# Эстевес, Эмилио (футболист)
Эмилио Эстевес Цай (англ. Emilio Estevez Tsai, кит. 蔡立靖; 10 августа 1998, Торонто) — тайваньский футболист, полузащитник сборной Тайваня.

## Биография
Родился в 1998 году в Торонто, в смешанной семье. Имеет тайваньские корни по линии матери и испанские по линии отца. Был назван в честь бывшего игрока мадридского «Реала» и сборной Испании Эмилио Бутрагеньо.

### Клубная карьера
Заниматься футболом начинал в Канаде в командах «Этобико Энерджи» и «Кларксон». В 2016 году провёл сезон тренируясь в системе испанского клуба «Леванте». Затем проходил просмотр в клубе «Куинз Парк Рейнджерс», после чего вернулся в Канаду и выступал за студенческую команду «Шеридан Бруинс». Профессиональную карьеру начал в 2018 году, выступая за клуб лиги Онтарио «Норт Миссиссога». В 2019 году стал игроком клуба канадской Премьер-лиги «Йорк9», за который сыграл 18 матчей и забил 1 гол.
В мае 2020 года Эстевес подписал контракт с нидерландским клубом «АДО Ден Хааг». Он стал первым футболистом КПЛ, подписавшим контракт с клубом ведущей европейской лиги, а также первым тайваньским футболистом, перешедшим в чемпионат Нидерландов. Тем не менее, за основную команду клуба футболист так и не провёл ни одного матча, выступая лишь в молодёжной лиге. В 2021 году перешёл в клуб испанской Терсеры «Оренсе». С 2022 года выступает в Гонконге.

### Карьера в сборной
Дебютировал за сборную Тайваня 15 октября 2019 года в матче отборочного турнира чемпионата мира 2022 против сборной Австралии, в котором был заменён на 68-й минуте.